# 藤田 (地本問屋)
藤田（ふじた、生没年不詳）とは江戸時代の江戸にあった地本問屋である。

## 来歴
藤田と称して享保ころに江戸の通油町において地本問屋を営業している。主に西村重長などの漆絵を出版していた。

## 作品
- 西村重長 「今様びくに風」 細判 漆絵 享保後期ころ
- 無款 「三幅対 中 京」 細判 漆絵